# 冷山
《冷山》（英語：Cold Mountain）是一部2003年的美國電影，由安東尼·明格拉根據查尔斯·弗雷泽尔（Charles Frazier）所写的同名小说改編成劇本以及執導。該電影以美国南北战争时期為背景，讲述了一名南部士兵英曼、他的情人艾达以及艾达的朋友露比三人的故事，藉此描繪大時代下戰爭的殘酷與人性的光輝。

## 劇情大綱
故事敘述美國南北戰爭時代，一個負傷的南聯軍人英曼，因為心繫仍在家鄉「冷山」的情人艾達之安危，冒著生命危險穿越飽受戰火摧殘的南方，無論如何都要回到艾達身邊。
一路上，英曼認識了許多不同階級的意外朋友，包括一個牧师和一個丈夫在戰爭中喪生的女人，還有奴隸、刺客、戰士、女巫等，也要逃避危險敵軍槍林彈雨，更面臨著艱辛的試煉與磨難。而另一方面，居住在冷山上，失去英曼音訊的艾達也飽受煎熬，在好友露比的鼓勵與協助下，靠著過人的機智與勇氣，堅毅地捍衛家園，並期待能再見到愛人一面。一天天，戰事未曾停歇，但英曼與艾達的距離卻越來越近，而在戰火風霜中，他們用愛編織夢想，期待著和平與重逢的到來……

## 角色與演員
| 角色                         | 演員                                       | 備註                                                       |
| ---------------------------- | ------------------------------------------ | ---------------------------------------------------------- |
| 英曼（W. P. Inman）          | 裘德·洛（Jude Law）                        | 逃離戰爭和軍隊與艾妲在一起的美利堅聯盟國（南方邦聯）士兵。 |
| 艾達 · 門羅（Ada Monroe）    | 妮可·基嫚（Nicole Kidman）                 | 住在冷山鎮的年輕女子，她的情人是英曼（Inman）。            |
| 露比 · 蒂維斯（Ruby Thewes） | 蕾妮·齐薇格                                | 在艾達的農場幫助其工作的女子，自認為她的父親已死亡。       |
| 曼蒂（Maddy）                | 艾琳·阿特金斯                              | 養羊女巫。                                                 |
| 莎莉（Sally Swanger）        | 凱西·柏克                                  | 鄰居                                                       |
| Esco Swanger                 | 詹姆斯·甘蒙                                | 莎莉的丈夫。                                               |
| Stobrod Thewes               | 布蘭頓·葛利森（Brendan Gleeson）           | 露比 · 蒂維斯的父親                                        |
| Reverend Veasey              | 菲臘·西摩·荷夫曼（Philip Seymour Hoffman） | 放縱的神父。                                               |
| Bosie                        | 查理·杭南（Charlie Hunnam）                | 金髮殺手。                                                 |
| Bardolph                     | 基利安·墨菲（Cillian Murphy）              | 善待嬰兒的士兵。                                           |
| 莎拉（Sara）                 | 娜塔莉·波特曼（Natalie Portman）           |                                                            |
| Junior                       | 乔瓦尼·瑞比西                              |                                                            |
| Reverend Monroe              | 唐纳德·萨瑟兰（Donald Sutherland）         | 艾達 · 門羅的父親。                                        |
| Pangle                       | 伊森·索普（Ethan Suplee）                  | 樂手胖哥。                                                 |
| Swimmer                      | Jay Tavare                                 |                                                            |
| 喬治亞（Georgia）            | 傑克·懷特（Jack White）                    |                                                            |
| 帝格（Teague）               | 雷·溫斯頓（Ray Winstone）                  |                                                            |
| 奧克利（Oakley）             | 盧卡斯·布萊克（Lucas Black）               |                                                            |
| 摩根夫人（Mrs. Morgan）      | 艾蜜莉·戴絲香儂（Emily Deschanel）         |                                                            |
| 渡輪女孩（Ferry Girl）       | 吉娜·馬隆（Jena Malone）                   |                                                            |
| Lila                         | Melora Walters                             |                                                            |
| Shyla                        | Taryn Manning                              |                                                            |
| Mae                          | Katherine Durio                            |                                                            |
| Dolly                        | Jen Agar                                   |                                                            |

## 電影獎項
| 頒獎典禮           | 獎項                                                              | 得獎者      | 結果 |
| ------------------ | ----------------------------------------------------------------- | ----------- | ---- |
| 第76屆奧斯卡金像獎 | 最佳男主角                                                        | 裘德·洛     | 提名 |
| 第76屆奧斯卡金像獎 | 最佳女配角                                                        | 蕾妮·齐薇格 | 獲獎 |
| 第76屆奧斯卡金像獎 | 最佳剪接                                                          |             | 提名 |
| 第76屆奧斯卡金像獎 | 最佳攝影                                                          |             | 提名 |
| 第76屆奧斯卡金像獎 | 最佳電影配樂                                                      |             | 提名 |
| 第76屆奧斯卡金像獎 | 最佳電影主題曲-【Scarlet Tide】、【You Will Be My Ain True Love】 |             | 提名 |

## 電影攝影紀錄
- 布莉姬·拉孔柏

## 外部連結
- 官方网站
- 互联网电影数据库（IMDb）上《冷山》的资料（英文）
- AllMovie上《冷山》的资料（英文）
- 爛番茄上《冷山》的資料（英文）
- Metacritic上《冷山》的資料（英文）
- Box Office Mojo上《冷山》的資料（英文）